# Tumba de Aarón

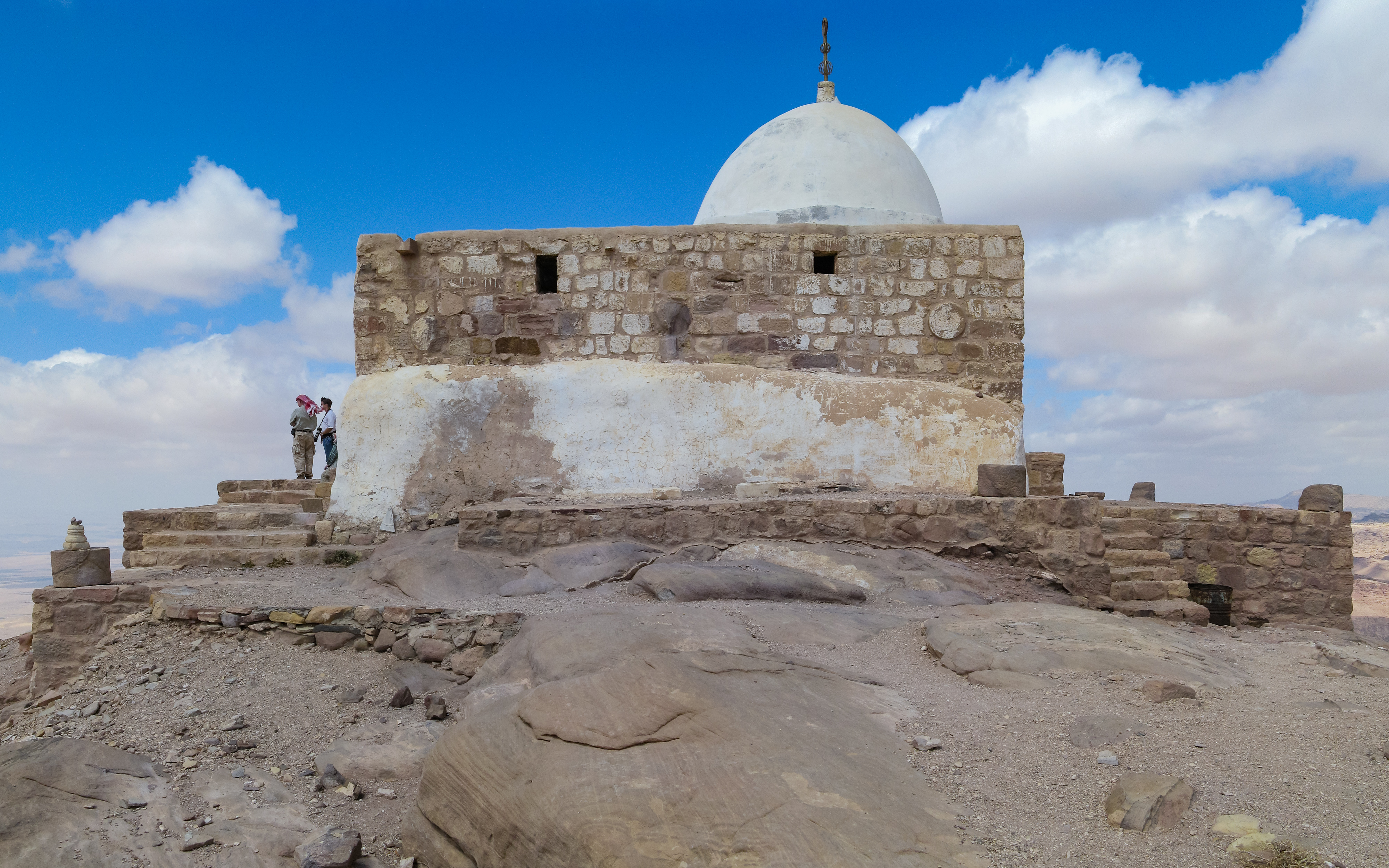
La tumba de Aaron en Jabal Hārūn en Petra, Jordania

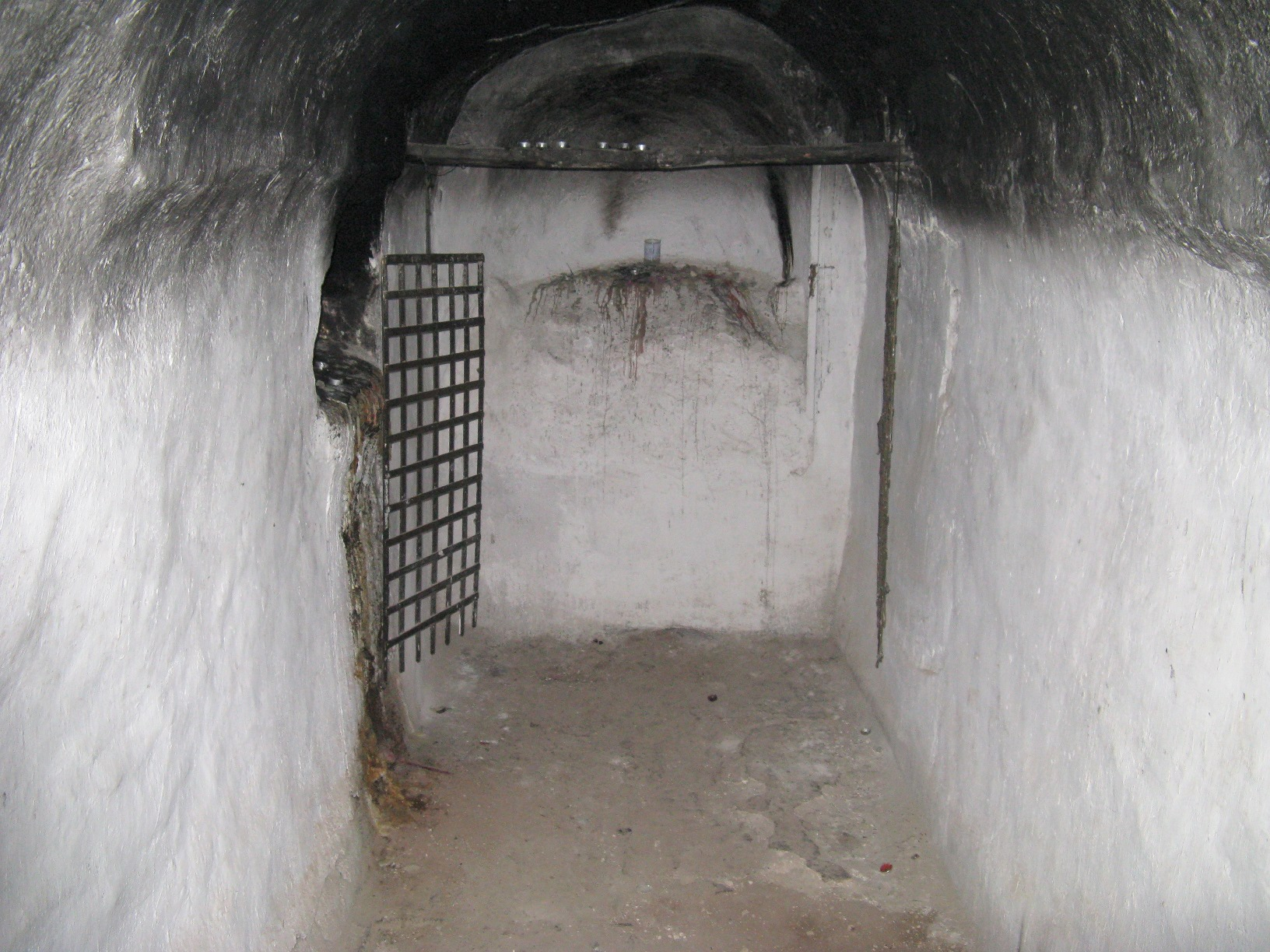
Interior de la tumba de Aaron en Jabal Hārūn en Petra, Jordania

La tumba de Aarón es el nombre del supuesto lugar de sepultura de Aarón, el hermano de Moisés. Hay dos descripciones de su ubicación en el Pentateuco, y diferentes interpretaciones de su ubicación. Aunque en la tradición judía, la ubicación de la tumba de Aarón, como la de Moisés, está envuelta en un misterio, la tradición islámica la ubica en el Monte Hor, cerca de Petra en Jordania.

## Ubicación
El Pentateuco presenta dos relatos de la muerte de Aarón. El libro de los Números (Capítulo 20) da una declaración detallada en el sentido de que, poco después del incidente en Meribah (Kadesh), cuando Moisés y Aarón mostraron impaciencia al sacar agua de una roca para calmar la sed de la gente después de que Dios les ordenara hablar a la roca, Aarón , su hijo Eleazar, y Moisés ascendieron al monte Hor, al borde de los límites de Edom. Allí, Moisés despojó a Aarón de sus vestiduras sacerdotales y se las dio a Eleazar. Aarón murió y fue enterrado en la cima de la montaña, y la gente lloró por él durante treinta días.
El monte Hor generalmente se asocia con la montaña cercana a Petra en Jordania, conocida en árabe como Jabal Hārūn (la Montaña de Aaron), en cuya cima se construyó una mezquita en el siglo XIV. De hecho, Josefo y Eusebio describen su ubicación cerca de la ciudad de Petra.
El otro relato se encuentra en el Libro de Deuteronomio, donde se dice que Moisés anunció que Aarón murió en Moseroth (Mosera) y fue enterrado allí. Mosera ha sido identificada con el-Tayibeh, una pequeña fuente en el fondo del paso que conduce al ascenso del Monte Hor. Sin embargo, otros opinan que la ubicación de Mosera no puede estar aquí, ya que el itinerario en Números 33: 31-37 registra siete etapas entre Mosera y el Monte Hor. Por razones similares, otros todavía dudan de que el Monte Hor pueda identificarse en realidad con Jabal Hārūn.
El sitio en Jabal Hārūn (la Montaña de Aaron) es visitado ocasionalmente por peregrinos judíos y también por musulmanes.